# Elecciones generales de Palaos de 1984
Las segundas elecciones generales de Palaos se llevaron a cabo el 30 de noviembre de 1984 para elegir un Presidente, un Vicepresidente, el Senado y la Cámara de Diputados. Todos los candidatos eran independientes debido a que en el país no existen partidos políticos. Con una participación electoral del 83.90%, Haruo Remeliik fue reelegido para un segundo mandato con casi el 51% de los votos. Su vicepresidente, Alfonso Oiterong, también fue reelegido.

## Resultados

### Presidencial
| Candidato                | Votos | %    |
| ------------------------ | ----- | ---- |
| Haruo Remeliik           | 4.050 | 50.9 |
| Roman Tmetuchl           | 2.482 | 31.2 |
| Yutaka Gibbons           | 1.418 | 17.8 |
| Votos en blanco/anulados | 111   | -    |
| Total                    | 8.061 | 100  |
| Fuente: Nohlen et al.    |       |      |

### Vicepresidencial
| Candidato                | Votos | %    |
| ------------------------ | ----- | ---- |
| Alfonso Oiterong         | 4,252 | 56.8 |
| Sadang Silmai            | 2,373 | 31.7 |
| John Tarkong             | 866   | 11.6 |
| Votos en blanco/anulados | 291   | -    |
| Total                    | 6,425 | 100  |
| Fuente: Nohlen et al.    |       |      |